# Expedice 57
Expedice 57 byla sedmapadesátou expedicí na Mezinárodní vesmírné stanici (ISS). Byla plánována jako pětičlenná. Tři členové přešli z Expedice 56, zbývající dvojice měla na ISS přiletět v Sojuzu MS-10, který však při startu postihla nehoda, takže posádka nouzově přistála. Expedice 57 začala v říjnu 2018 a skončila 20. prosince 2018 odletem Sojuzu MS-09 od stanice. Již předtím, 3. prosince, přiletěli v Sojuzu MS-11 na stanici tři střídající kosmonauti Expedice 58. 
Sojuz MS-09 expedici sloužil jako záchranná loď.

## Posádka
| Posádka         | 1.část (říjen–prosinec 2018)    | 2.část (prosinec 2018)          |
| --------------- | ------------------------------- | ------------------------------- |
| Velitel         | Alexander Gerst (2), ESA        | Alexander Gerst (2), ESA        |
| Palubní inženýr | Serena Auñónová (1), NASA       | Serena Auñónová (1), NASA       |
| Palubní inženýr | Sergej Prokopjev (1), Roskosmos | Sergej Prokopjev (1), Roskosmos |
| Palubní inženýr |                                 | Oleg Kononěnko (4) Roskosmos    |
| Palubní inženýr |                                 | Anne McClainová (1), NASA       |
| Palubní inženýr |                                 | David Saint-Jacques (1), CSA    |

V závorkách je uveden dosavadní počet letů do vesmíru včetně této mise.